# CO2 (série télévisée d'animation)
CO2 est une série télévisée française d'animation en 101 épisodes de 2 minutes créée par Frank Ekinci, Marie-Cécile Labatut, Michaël Armellino, produite par le studio Je suis bien content, et diffusée à partir du 30 août 2004 sur MCM.

## Synopsis
CO2 est un groupe de rock jeune et ambitieux composé de Carl, Odile et Olaf, malheureusement, la vie d'artiste n'est pas facile, leur déboires donneront souvent lieu à des situations cocasses, il rencontreront également quelques stars de la chanson (Madonna, Alain Souchon, Bernard Lavilliers…).

## Voix
- Raphaël Lamarque : Carl
- Élodie Hiolle : Odile
- Camille Serceau, Franck Ekinci, Cyril Gastaud : voix additionnelles

## Épisodes
La première saison est composée de 26 épisodes en 2004, la deuxième 39 en 2006, et la troisième 36 en 2008.